# 霍比河

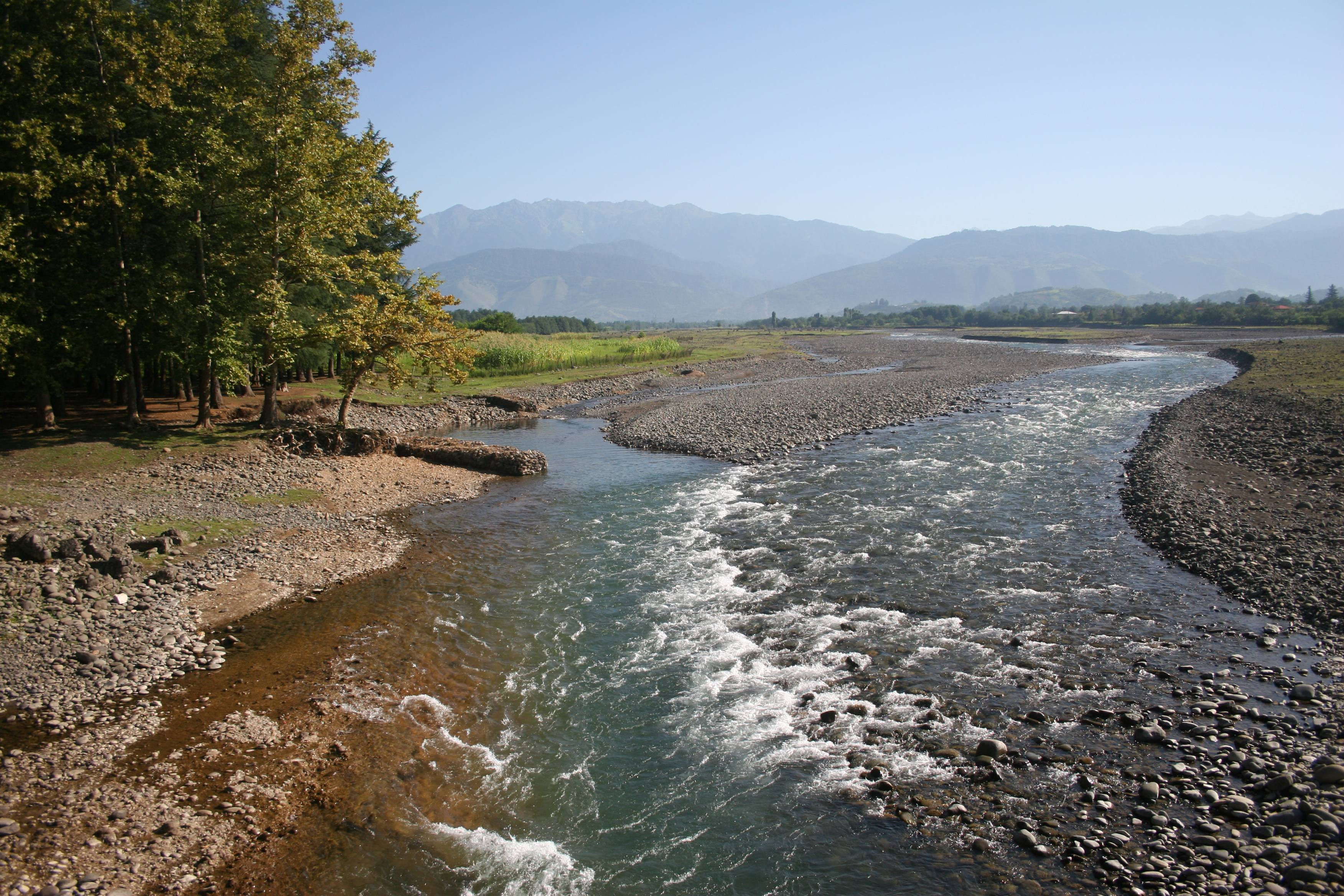

霍比河是格魯吉亞的河流，位於該國西部，河道全長150公里，流域面積1,340平方公里，河水主要來自雨水，最終注入黑海，河畔城鎮有霍比。